# Frederick Challenger
Frederick Challenger (* 1887 in Halifax; † 1983) war ein englischer Chemiker und Biochemiker.
Er erhielt für seine Arbeit mit Otto Wallach an der Universität Göttingen im Jahre 1912 den Doktorgrad und im Jahre 1920 einen Doktorgrad an der Universität Birmingham. Er ging zur Universität Manchester und trat eine Professur für Organische Chemie an der Universität Leeds an. Er emeritierte 1953. Er führte seine wissenschaftliche Arbeit bis 1978 fort. Seine Arbeit konzentrierte sich auf die biologische Methylierung von Halbmetallen.